# Rio São Lourenço (Mato Grosso)
O rio São Lourenço é um curso de água no estado de Mato Grosso, Brasil. É um tributário do rio Paraguai.
Nasce no município de Campo Verde, passando pela cidade de Dom Aquino e deságua no Pantanal.